# Suchy Żleb (Łysanki)

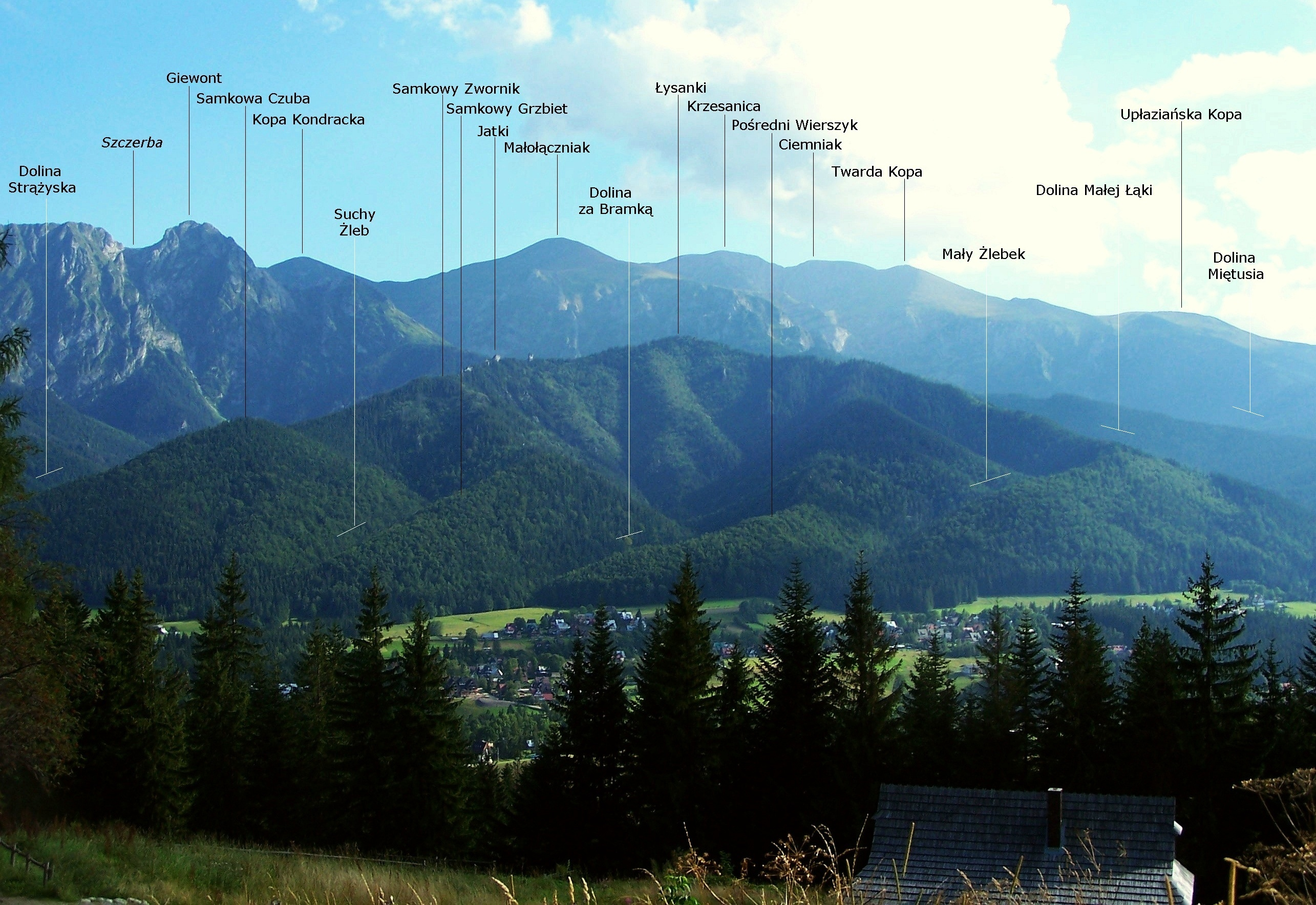
Widok z Pasma Gubałowskiego

Suchy Żleb – reglowa dolina wcięta w północne stoki Łysanek w polskich Tatrach Zachodnich. Jest jedną z trzech dolin Łysanek, najbardziej wschodnią. Opada spod Samkowego Zwornika (1317 m) w północnym kierunku, do Kotliny Zakopiańskiej. Ma wylot na wysokości ok. 900 m n.p.m. powyżej należącego do Zakopanego osiedla Mraźnica. Jej wschodnie obramowanie tworzy północno-wschodni grzbiet Łysanek oddzielający ją od Doliny Strążyskiej, zachodnie Samkowy Grzbiet oddzielający ją od Doliny za Bramką. Dnem doliny spływa potok Miśkowiec, który czasami wysycha – stąd nazwa dolinki.
Jest to niewielka dolinka o charakterze żlebu i jest całkowicie zalesiona. Podłoże skalne zbudowane jest w większości z odpornych na erozję wapieni i dolomitów, w części północnej występują też mniej odporne dolomity, łupki i wapienie eoceńskie. Zbocza żlebu są przeważnie strome, w lewym (zachodnim) zboczu sterczą pojedyncze skałki. W dnie występują progi skalne o wysokości do 7 m. Dolinka nie należała w przeszłości do żadnej hali i nie prowadzono tu wypasu zwierząt. Obecnie znajduje się na obszarze ochrony ścisłej Regle Zakopiańskie (Tatrzański Park Narodowy). Chronione są tu nieliczne w tatrzańskim reglu dolnym fragmenty lasu o charakterze naturalnym, należące do zespołu żyznej buczyny karpackiej. Naturalny drzewostan rosnący w dolince charakteryzuje się przewagą miąższościową jodły (47%), mniejszym udziałem buka (33%) i świerka (20%). Jego zasobność wynosi (2004) 447 m³/ha, nieco mniej niż przeciętna zasobność naturalnych buczyn w Beskidach. Niewiele jest tu martwych drzew stojących (26 m³/ha), dużo natomiast leżących na dnie lasu kłód (151 m³/ha).
Przez Suchy Żleb nie prowadzi szlak turystyczny, jedynie Droga pod Reglami przecina na wysokości ok. 915 m n.p.m. dolną część dolinki (ciągnie się ona jeszcze nieco poniżej tej drogi). Około 400 m na wschód od tego miejsca znajduje się najwyższy punkt na całej trasie Drogi pod Reglami – 940 m n.p.m. W okolicach wylotu dolinki zmarł w 1926 słynny góralski muzyk – Bartłomiej Obrochta, a miejsce jego śmierci upamiętnia kapliczka na drzewie przy Drodze pod Reglami.

## Szlaki turystyczne
– szlak turystyki pieszej i rowerowej (Droga pod Reglami), odcinek Dolina Strążyska – Dolina Kościeliska.